# Rimorso (film)
Rimorso è un film del 1952 diretto da Armando Grottini.

## Trama
Maria, un'orfana cresciuta dal vecchio pastore Gaetano, è promessa a Luciano, che comanda il peschereccio acquistato a rate dal pastore. Non avendo soldi per pagare l'ultima rata, Gaetano si reca da un usuraio, con il quale attacca una violenta lite: dopo aver lottato, i due cadono a terra tramortiti. Così li trova l'imprenditore Corrado Anselmi, che ha venduto il peschereccio. Corrado uccide a coltellate l'usuraio, vuota la cassaforte e, fatto rinvenire Gaetano, gli fa credere di essere stato lui stesso l'assassino. Egli lo fa fuggire e avverte Maria, raccomandando assoluta segretezza sul fatto. Poiché Luciano è assente in città, Corrado crede di avere in balia la ragazza. Corrado è in realtà l'agente di uno straniero, Alvaro Gonzales, trafficante di stupefacenti, che essendo spesso assente, non ne conosce le azioni. La sua amante Tamara ha scoperto la disonestà dell'agente, ma, innamorata di Luciano, fa un accordo con Corrado per staccarlo da Maria. Infatti Luciano, credendosi tradito da Maria, diventa l'amante di Tamara e si dedica anche lui al commercio delle sostanze stupefacenti. Così Alvaro uccide Tamara e fugge. Maria è accusata di omicidio, ma alla fine tutto si chiarisce. Corrado e Alvaro pagheranno per le loro colpe, risulta provata l'innocenza di Maria e Gaetano, e, alla fine, Luciano sposa Maria.

## Produzione
Si tratta di una pellicola rientrante nel filone dei melodrammi sentimentali, comunemente detto strappalacrime, molto di moda in quel periodo tra il pubblico italiano, in seguito ribattezzato dalla critica con il termine neorealismo d'appendice.